# Gunna (rapper)

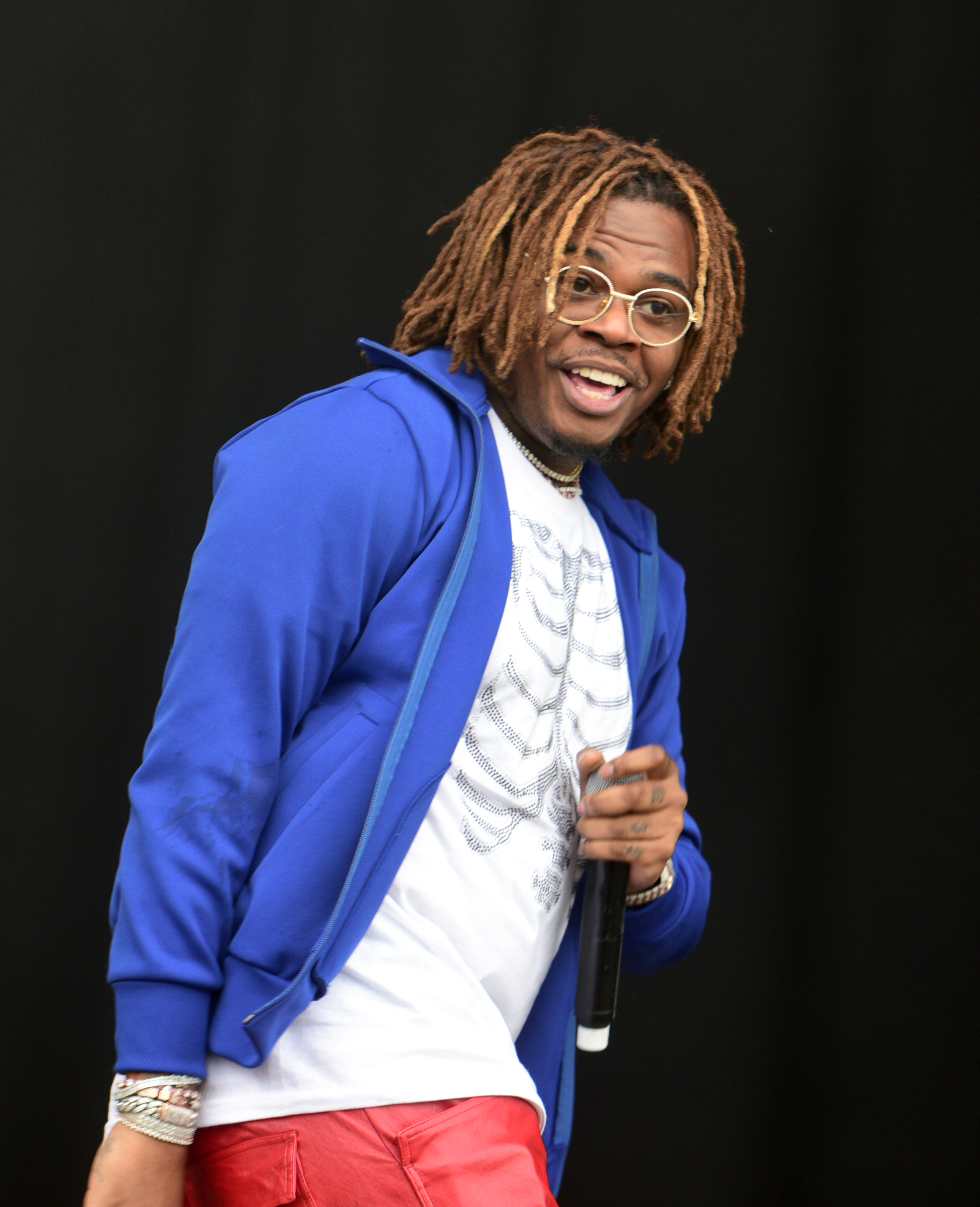
Gunna in 2019

Sergio Giavanni Kitchens (College Park, 14 juni 1993), professioneel bekend als Gunna, is een Amerikaanse rapper, zanger en songwriter. Hij staat onder contract bij YSL Records, het platenlabel van Young Thug, waarmee hij vaak samenwerkt. Daarnaast heeft hij getekend bij 300 Entertainment en Atlantic Records. Na vier mixtapes uit te hebben gebracht tussen 2013 en 2018, bracht hij zijn debuutstudioalbum, Drip or Drown 2, uit op 22 februari 2019. Het daarop volgende album, Wunna, werd uitgebracht op 22 mei 2020 en debuteerde bovenaan de Billboard 200.

## Jeugd
Gunna werd geboren in College Park, Georgia. Hij is opgevoed door zijn moeder en heeft vier oudere broers. Hij begon met muziek maken op zijn vijftiende. Hij raakt geïnspireerd door muziek van Cam'ron, Chingy en Outkast. In 2013 bracht Gunna zijn eerste mixtape Hard Body uit onder de naam Yung Gunna.

## Discografie
- Drip Season (2016)
- Drip Season 2 (2017)
- Drip or Drown (2017)
- Drip Season 3 (2018)
- Drip or Drown 2 (2019)
- Wunna (2020)
- DS4EVER (2022)
- a Gift & a Curse (2023)
- One of Wun (2024)
- The Last Wun (2025)